# Мальвина (газета)
«Мальвина» — казахстанская русскоязычная газета для девочек, существовавшая с 1992 по 1997 год. Считается первым феминистским периодическим изданием в современном Казахстане.

## История
Газета была зарегистрирована в Министерстве юстиции Казахстана в 1991 году, однако первый номер увидел свет только в 1992 году. Её основателями стали журналист Юрий Зайцев (главный редактор) и художница Евгения Козырева. Впоследствии основатели газеты возглавили Феминистскую лигу Казахстана — одну из первых женских общественных организаций в независимом Казахстане.
Помимо Казахстана, газету можно было приобрести в других странах Центральной Азии и в отдельных регионах России.
По словам руководителей «Мальвины», газета почти сразу включилась в борьбу за права девочек в школах:

В редакцию «Мальвины» стали приходить письма, в которых совсем молодые девочки жаловались на то, что их ущемляют в правах. Конечно, они говорили это другими словами, но суть была такова: учителя по математике больше поддерживают мальчиков, и их отметки выше; а девочкам достается литература и уроки домоводства. Мальчиков готовят к поступлению в институт, а девочек — к замужеству. Это лишь малая область проблем, которые читательницы совсем юного возраста поднимали в своих письмах. И мы почувствовали, что не можем не ответить им. Стали искать корни проблем, и наткнулись на непаханое поле в только что образовавшемся независимом государстве — права женщин и их защита. И тогда редакция газеты сделала первый шаг на пути к равноправию полов в Казахстане: выпустила 30 000 экземпляров школьных прописей без сексистских стереотипов. Этот термин тогда понимали считанные единицы; в прописях напрочь отсутствовали предложения вроде «мама мыла раму», зато появились моющие ее, раму, папы, братья и дедушки.

В 1995 году коллектив газеты принимал участие во встрече международного Поезда мира и в 4-й Всемирной конференции по правам женщин в Пекине. Журналисты также участвовали в женских конференциях в Аделаиде и Брайтоне и других подобных мероприятиях середины 1990-х..
Газета перестала выходить в 1997 году в связи с недостатком финансирования.

## Интересные факты
- В редакции газеты работал известный писатель Сергей Лукьяненко[3].

## Другие проекты издательства «Мальвина»
Одноимённое издательство, выпускавшее газету, во второй половине 1990-х также выпустило ряд отчётов о женском движении в Казахстане, в том числе «Отчёт о положении женщин» (1997). Кроме того, увидел свет ряд детских изданий. Деятельность издательства прекратилось в начале 2000-х.